# Ruisseau de l'Aussau
Le ruisseau de l'Aussau est une  rivière du sud de la France et un sous-affluent de la Garonne par la Louge.

## Géographie
De 11,9 km de longueur, le ruisseau de l'Aussau est une rivière qui prend sa source sur la commune de Lavernose-Lacasse dans la Haute-Garonne et se jette dans la Louge sur la commune de Muret.

## Département et communes traversés
- Haute-Garonne : Lavernose-Lacasse, Lherm, Saint-Hilaire, Muret.

## Principaux affluents
- Ruisseau du Petit Rabé : 2,8 km
- La Nauze : 5 km